# Domenico Morone
Pour les articles homonymes, voir Morone (homonymie).
 (juillet 2025).
Domenico Morone  (Vérone, c. 1442 - 1518) est un peintre italien de la renaissance italienne, le père de Francesco Morone.

## Biographie
Il n'est connu que par peu de tableaux, de festivals et de tournois publics, dans lesquels les figures dans les foules sont petites.
Son fils a été un peintre notable à Vérone.
Il a eu  Michele da Verona et Girolamo Dai Libri comme élèves.

## Œuvres

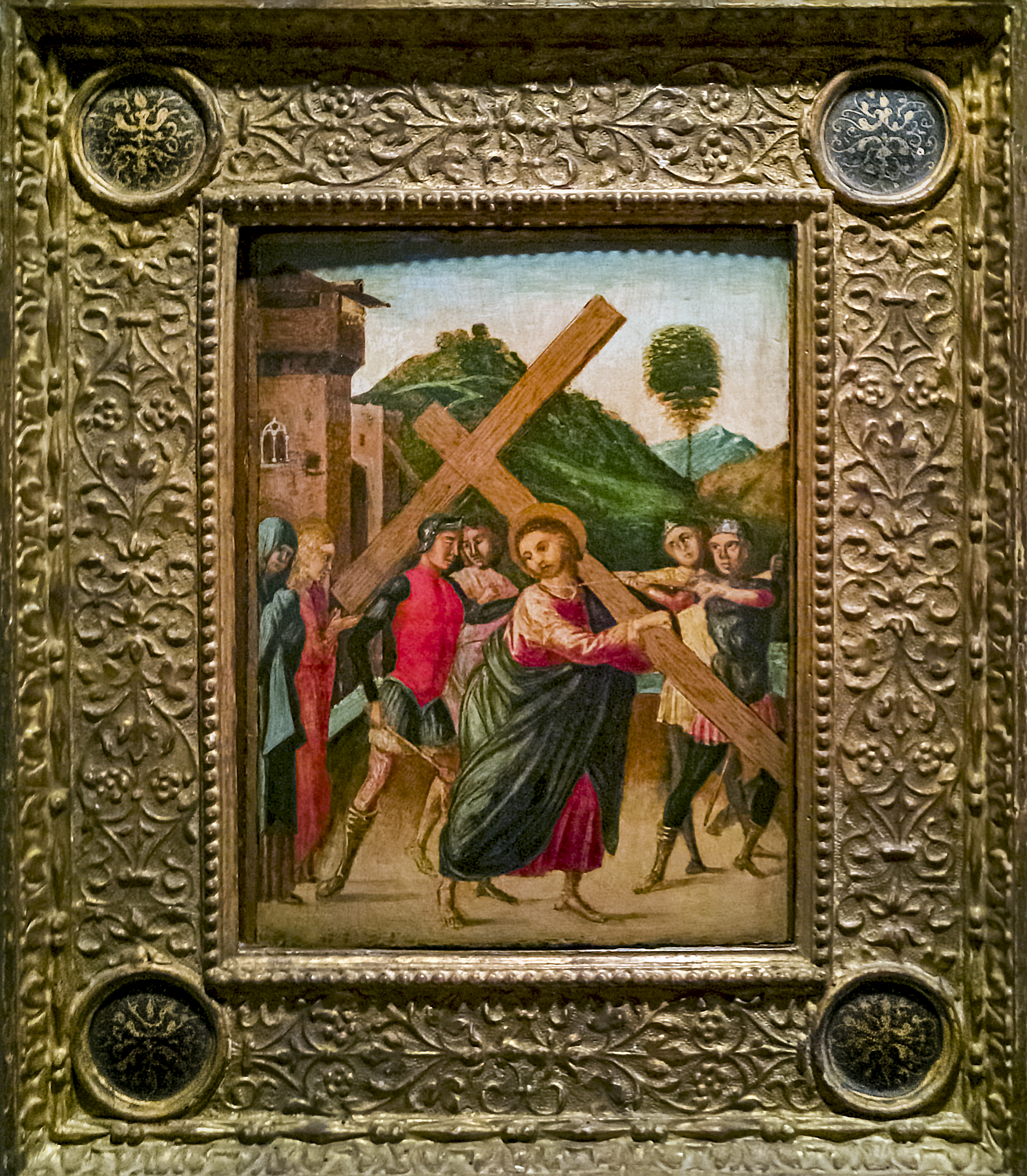
Cristo portacroce con le Marie
Ca' Rezzonico Venise

- L'Expulsion des Bonacolsi (1494), Palais ducal de Mantoue.
- Cristo portacroce con le Marie - Ca' Rezzonico Venise.
- Madonna, buffet d'orgue, église  San Bernardino, conservé au Staatliche Museum de Berlin.
- L'Enlèvement des Sabines, 2 panneaux, National Gallery de Londres[1].

## Sources
- (en) Cet article est partiellement ou en totalité issu de l’article de Wikipédia en anglais intitulé « Domenico Morone » (voir la liste des auteurs).